# June Allyson

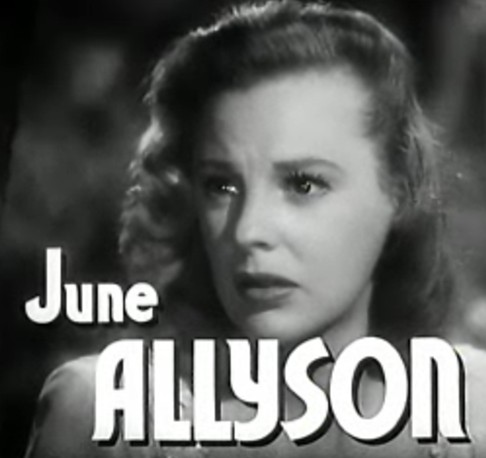

June Allyson (n. 7 octombrie 1917 – d. 8 iulie 2006) a fost o actriță americană de film.